# Alexandros Katranīs
Alexandros Katranīs (in greco Αλέξανδρος Κατράνης?; Volos, 4 maggio 1998) è un calciatore greco, difensore del Real Salt Lake.

## Caratteristiche tecniche
È un terzino sinistro, dotato di buona corsa e tecnica individuale, abile nelle ripartenze ma solido difensivamente; è stato paragonato a Kōstas Stafylidīs.

## Carriera
Cresciuto nel settore giovanile dell'Atromītos, debutta in prima squadra il 25 settembre 2016, nella partita vinta per 1-0 contro l'Asteras Tripolīs. Il 9 agosto 2017, dopo essere stato vicino alla Sampdoria, viene acquistato a titolo definitivo dal Saint-Étienne, con cui firma un contratto di cinque anni. Il 5 luglio 2018, dopo non aver collezionato alcuna presenza con i Verts, passa in prestito al R.E. Mouscron.

## Statistiche

### Presenze e reti nei club
Statistiche aggiornate al 30 giugno 2018.
| Stagione        | Squadra         | Campionato      | Campionato | Campionato | Coppe nazionali | Coppe nazionali | Coppe nazionali | Coppe continentali | Coppe continentali | Coppe continentali | Altre coppe | Altre coppe | Altre coppe | Totale | Totale |
| Stagione        | Squadra         | Comp            | Pres       | Reti       | Comp            | Pres            | Reti            | Comp               | Pres               | Reti               | Comp        | Pres        | Reti        | Pres   | Reti   |
| --------------- | --------------- | --------------- | ---------- | ---------- | --------------- | --------------- | --------------- | ------------------ | ------------------ | ------------------ | ----------- | ----------- | ----------- | ------ | ------ |
| 2016-2017       | Atromītos       | SL              | 17         | 0          | CG              | 6               | 0               | -                  | -                  | -                  | -           | -           | -           | 23     | 0      |
| 2017-2018       | Saint-Étienne   | L1              | 0          | 0          | CF+CdL          | 0+0             | 0               | -                  | -                  | -                  | -           | -           | -           | 0      | 0      |
| Totale carriera | Totale carriera | Totale carriera | 17         | 0          |                 | 6               | 0               |                    | -                  | -                  |             | -           | -           | 23     | 0      |